# Özlem Türeci
Özlem Türeci, född 19 september[källa behövs] 1967 i Lastrup i Tyskland, är en tysk medicinsk forskare.
Özlem Türeci är dotter till en kirurg, som hade emigrerat från Istanbul till Tyskland och arbetade vid det katolska Sankta Elisabeth-Stiftsjukhuset i Lastrup i Landkreis Cloppenburg. Hon växte upp i Lastrup och studerade medicin på  Universität des Saarlandes i Homburg. Där lärde hon känna Uğur Şahin  under sitt sista studieår. Paret gifte sig 2002 och fick 2006 en dotter.
Özlem Türeci grundade 2001 tillsammans med sin blivande make Uğur Şahin företaget Ganymed Pharmaceuticals AG, som 
utvecklade antikroppar mot cancer. År 2016 köptes företaget av japanska Astellas Pharma Inc.
Özlem Türeci var 2008 en av grundarna av läkemedelsutvecklingsföretaget Biontech i Mainz och har sedan dess varit dess forskningschef. Biontech har sedan våren 2020 under ledning av paret Sahin forskat fram covid-19-vaccinet Comirnaty, som är baserat på teknik med budbärar-RNA. Företaget noterades 2019 på amerikanska NASDAQ-börsen.